# Zhongfeng (köpinghuvudort i Kina, Hubei Sheng, lat 32,32, long 109,64)
Zhongfeng (kinesiska: 中峰) är en köpinghuvudort i Kina. Den ligger i provinsen Hubei, i den centrala delen av landet, omkring 480 kilometer nordväst om provinshuvudstaden Wuhan. Antalet invånare är 31 306. Befolkningen består av 14 851 kvinnor och 16 455 män. Barn under 15 år utgör 16,0 %, vuxna 15-64 år 75 %, och äldre över 65 år 7,0 %.
Runt Zhongfeng är det ganska tätbefolkat, med 96 invånare per kvadratkilometer. Närmaste större samhälle är Shuiping, 16,1 km öster om Zhongfeng. I omgivningarna runt Zhongfeng växer i huvudsak blandskog.
Genomsnittlig årsnederbörd är 1 072 millimeter. Den regnigaste månaden är september, med i genomsnitt 177 mm nederbörd, och den torraste är december, med 5 mm nederbörd.